# Pfarrkirche Bad Schallerbach

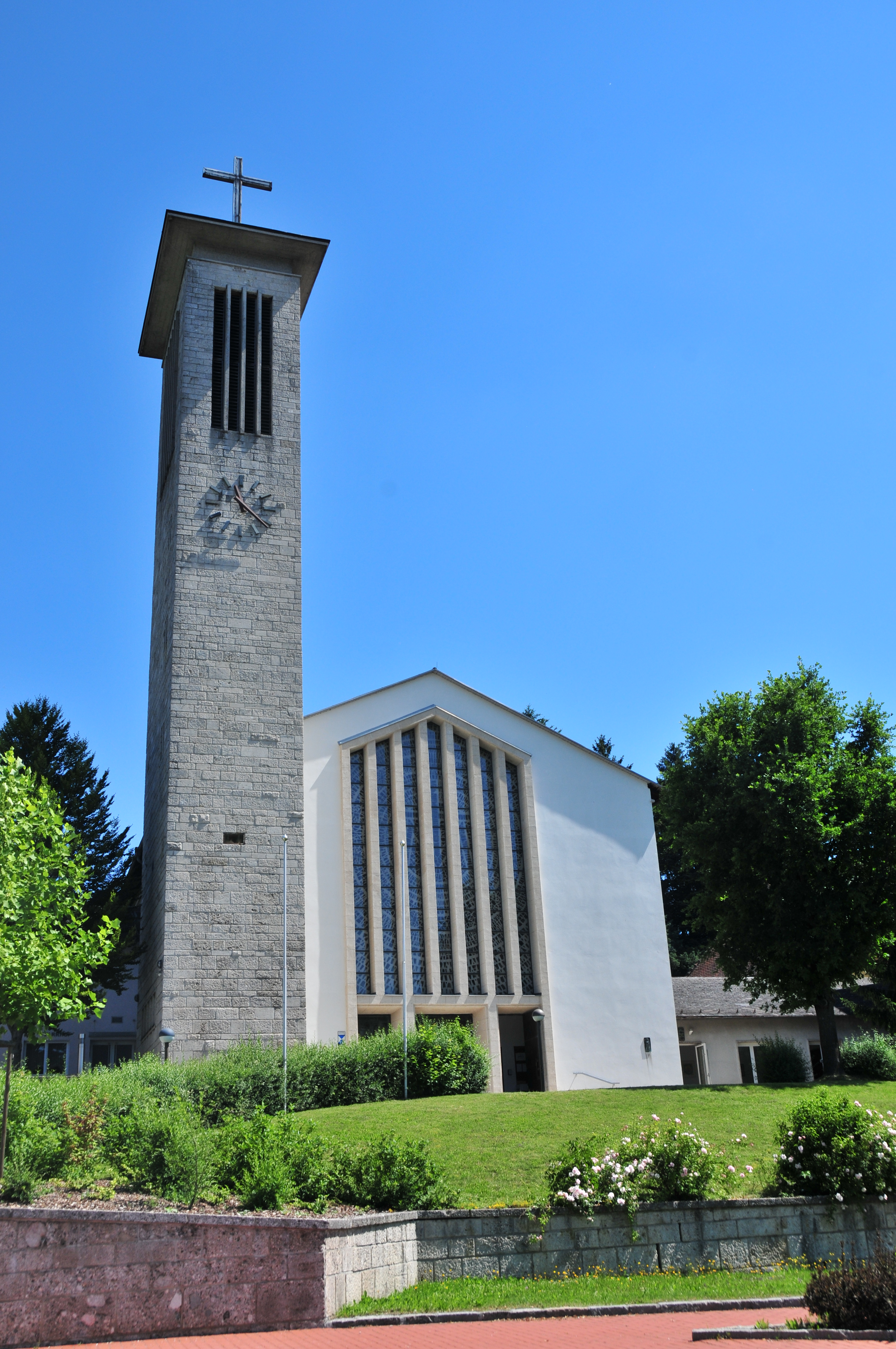
Pfarrkirche Bad Schallerbach

Die Pfarrkirche Bad Schallerbach steht in der Gemeinde Bad Schallerbach in Oberösterreich. Die römisch-katholische Pfarrkirche hl. Maria von Lourdes gehört zum Dekanat Wels in der Diözese Linz. Die Kirche steht unter Denkmalschutz.

## Geschichte

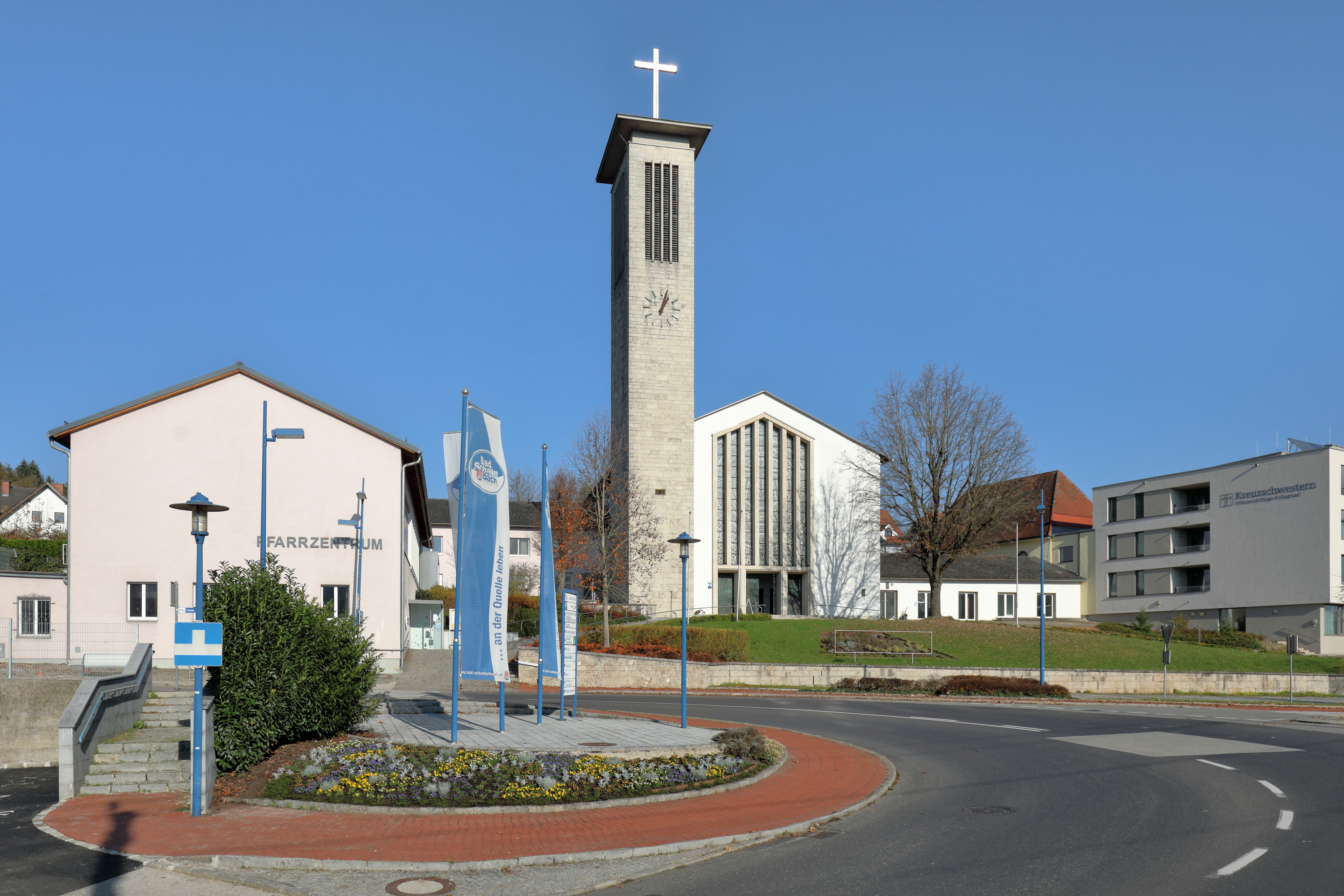
Pfarrkirche mit Pfarrzentrum und Seniorenheim Wohnen & Pflege St. Raphael der Kreuzschwestern

Nach dem Zweiten Weltkrieg kam es zu einem starken Ausbau des Kurbetriebs. Da die alte Kirche, die heutige Filialkirche Schönau, im zwei Kilometer entfernten Ortsteil Schönau liegt, entschloss man sich zu einem Kirchenneubau in Bad Schallerbach. Die Kirche wurde von 1956 bis 1958 nach Plänen des Bad Schallerbacher Architekten Hans Feichtinger errichtet und am 26. Oktober 1958 von Bischof Franz Zauner in Erinnerung an das 100-Jahr-Jubiläum der Marienerscheinungen in Lourdes geweiht.

## Architektur
Die Hallenkirche mit rechteckigem Grundriss ist mit einem erhöhten Presbyterium und einer geschwungenen Empore versehen.

## Ausstattung
Die Bronzetüren beim Kirchenportal sind mit Reliefs zum Leben der hl. Maria gestaltet.
Die künstlerische Gestaltung des Innenraumes stammt vom Innsbrucker Künstler Max Spielmann.
Die Seitenwände sind durch jeweils sechs Marmor-verkleidete tragende Säulen untergliedert. In den Zwischenflächen befinden sich farbige Fenster, die in Blei gefasst und mit Schwarzlot bemalt sind, darunter ist jeweils ein siebenarmiger Leuchter angebracht.
Die Bernadette-Orgel mit drei Manualen, 35 Registern und 2454 Pfeifen stammt vom Tiroler Orgelbaumeister Johann Pirchner.